# Mirabeau Bonaparte Lamar
Pour les articles homonymes, voir Lamar.
Mirabeau Bonaparte Lamar, né le 16 août 1798 près de Milledgeville et mort le 19 décembre 1859 à Richmond, est un planteur, diplomate, homme politique et poète américain. Il est le 2e président de la république du Texas du 10 décembre 1838 au 13 décembre 1841. 

## Biographie
Il est issu d’une famille d’origine huguenote, ayant quitté l’Anjou au milieu du XVIIe siècle. Cependant, la famille a perdu la connaissance de la langue française.
Ses parents, John Lamar et Rebecca Lamar, étaient des cousins germains au premier degré. Certains de leurs fils doivent leur prénom à des personnalités historiques : Lucius Quintus Cincinnatus Lamar, Mirabeau Bonaparte Lamar, Jefferson Jackson Lamar et Thomas
Randolph Lamar.
Il est vice-président de la république du Texas du 22 octobre 1836 au 10 décembre 1838, sous le mandat du président Samuel Houston. Il est ensuite président jusqu'au 13 décembre 1841. 